# Swatte Poele
Das Swatte Poele ist ein Naturschutzgebiet in der niedersächsischen Gemeinde Bippen in der Samtgemeinde Fürstenau im Landkreis Osnabrück.

## Allgemeines
Das Naturschutzgebiet mit dem Kennzeichen NSG WE 051 ist 4,3 Hektar groß. Es ist nahezu deckungsgleich mit dem gleichnamigen FFH-Gebiet. Das Gebiet steht seit dem 1. August 1976 unter Naturschutz. In dem Naturschutzgebiet ging das zum 20. Januar 1970 ausgewiesene Naturdenkmal „Röthekuhle“ auf. Zuständige untere Naturschutzbehörde ist der Landkreis Osnabrück.

## Beschreibung
Das Naturschutzgebiet liegt nordwestlich von Fürstenau am Rand des Endmoränenzuges der Fensterberge. Es stellt drei Heideweiher und die sie umgebenden Heide- und Waldflächen unter Schutz.
Die Heideweiher sind von Übergangs- und Schwingrasenmooren umgeben und verlanden langsam. Im Bereich der Moore siedeln u. a. Torfmoose, Wollgräser, Weißes Schnabelried, Moorlilie, Sonnentau, Krähenbeere und Sumpfbärlapp. In den offenen Wasserflächen der Weiher sind Schwimmblattpflanzen zu finden, darunter Seerose, Froschbiss und Kleiner Wasserschlauch. Uferbereiche werden von Seggen- und Binsenrieden eingenommen. Hier siedeln u. a. Flutender Schwaden, Gewöhnliche Sumpfbinse, Zwiebelbinse, Schnabelsegge und Teichschachtelhalm. An die Riede schließen Feuchtheiden mit Glockenheide- und Besenheidebeständen an. Stellenweise sind Pfeifengräser zu finden, teilweise stocken Moorwälder mit Birken und Kiefern. Die höher gelegenen, trockenen Bereiche im Schutzgebiet werden überwiegend von Kiefernforsten eingenommen. Vereinzelt kommen im Schutzgebiet noch Wacholder als Relikt der früheren Beweidung des Gebietes vor.
Das Gebiet ist größtenteils von Wäldern umgeben, stellenweise schließen sich auch landwirtschaftliche Nutzflächen an.